# Mankind Quarterly
Mankind Quarterly (literal, Humanidad Trimestral ) es una revista académica que ha sido descrita como " piedra angular del racismo científico" y del "supremacismo blanco". La revista se interesa por amplios campos del saber, entre otros, la antropología biológica o cultural, evolución humana, inteligencia, etnografía, lingüística, mitos, arqueología y biología. Está editada por el Ulster Institute for Social Research, que fue presidido por Richard Lynn hasta su muerte en 2023.

## Historia
La revista se fundó en 1960 con dinero del Pioneer Fund de Wickliffe Draper. Los fundadores fueron Robert Gayre, Henry Garrett, Roger Pearson, Corrado Gini, Luigi Gedda, Otmar von Verschuer y Reginald Ruggles Gates. Otro editor fue Herbert Charles Sanborn, director del departamento de Filosofía y Psicología de la Universidad Vanderbilt entre 1921 y 1942. Fue editada originalmente en Edimburgo, Escocia, por la International Association for the Advancement of Ethnology and Eugenics, una organización fundada por Draper, en respuesta a la declaración de la Unesco, que descartaba los argumentos de raza como concepto biológico, y a las luchas raciales en el Sur de Estados Unidos.
En 1961, el antropólogo Juan Comas Camps publicó una serie de críticas a la revista argumentando que reproducía ideologías raciales desacreditadas, como el nordicismo y el antisemitismo, bajo el disfraz de la ciencia. En respuesta, la revista publicó una serie de refutaciones y ataques a Comas.
La revista ha sido publicada por el Ulster Institute for Social Research hasta enero de 2015, cuando las tareas de publicación fueron transferidas al Pearson Council for Social and Economic Studies (que había publicado la revista desde 1979).
Emil Kirkegaard, fundador de la revista OpenPsych, registró formalmente el sitio web en 2017, tras lo cual WHOIS fue anonimizada. En febrero de 2024, Kirkgaard presentó su Mankind Publishing House LLC ante el estado de Wyoming.
En 2023 era editor jefe Gerhard Meisenberg; previamente figuraron como editores Roger Pearson, Edward Dutton, y Richard Lynn.

## Indexación
La revista está indexada en:
- Atla Religion Database[35]
- International Bibliography of the Social Sciences[36]
- Cambridge Scientific Abstracts[36]
- Modern Language Association[36]
- Scopus[37]